# Amakusanthura hibbertia
Amakusanthura hibbertia är en kräftdjursart som beskrevs av Gary C.B. Poore och Lew Ton 1985. Amakusanthura hibbertia ingår i släktet Amakusanthura och familjen Anthuridae. Inga underarter finns listade i Catalogue of Life.